# Daebak budong san
Daebak budong san (대박부동산?, lett. "Immobiliare di Daebak"; titolo internazionale Sell Your Haunted House) è un drama coreano trasmesso su KBS2 dal 14 aprile al 9 giugno 2021.

## Trama
Hong Ji-ah è un agente immobiliare e un esorcista. È proprietaria di Daebak Real Estate che offre il servizio di ripulire edifici in cui i fantasmi sono frequenti e in cui le persone sono morte. Ha ereditato la capacità di esorcizzare dalla madre defunta.
Oh In-beom è un truffatore che usa i fantasmi per guadagnare denaro. Ha un tragico passato in cui suo zio è morto senza una spiegazione esatta del perché.
Hong Ji-ah e Oh In-beom si alleano per risolvere il segreto dietro la morte di sua madre e di suo zio anni fa.